# Wright Laboratory
Das Wright Laboratory (früher: Wright Nuclear Structure Laboratory; auch genannt: Yale Wright Lab) ist eine Forschungseinrichtung der Yale University in New Haven, CT, USA.
Das Labor zeichnete sich ursprünglich durch seine Forschung in der Kernphysik und der Physik der schweren Ionen aus. 

## Geschichte
Das Wright-Labor ist nach Arthur Williams Wright benannt, der einen der ersten drei Doktortitel in Naturwissenschaften in Amerika erhielt (alle wurden 1861 von der Universität Yale verliehen).
Das Labor wurde in den 1960er Jahren im Zuge des Aufbaus eines Teilchenbeschleunigers durch D. Allan Bromley gegründet.
Der Beschleuniger wurde ab 2011 abgebaut und das Labor mit neuen Forschungsschwerpunkten und Leitung neu aufgestellt.

## Forschungsschwerpunkte
Die aktuellen Themen des Labors sind:
- Astrophysik und Kosmologie
- Elementarteilchen
- Entwicklung von Instrumenten
- Neutrinos und fundamentale Symmetrien
- Quantenwissenschaft und Sensorik
- Relativistische schwere Ionen

Unter der Leitung von Karsten Heeger besteht dabei ein Schwerpunkt auf der Erforschung des „unsichtbaren Universums“ (vgl. auch Antimaterie).

## Einrichtung
Das Labor umfasst diverse Einrichtungen, wie z. B. Laserlabore, Kryotechnik, Teilchendetektorlabore, Computer und auch Maschinenräume (CNC, Prototyping).

## Organisation
| Name               | Dienstzeit |
| ------------------ | ---------- |
| D. Allan Bromley   | 1961–1989  |
| Peter Parker       | 1989–1995  |
| Francesco Iachello | 1995       |
| Rick Casten        | 1995–2008  |
| John W. Harris     | 2008–2010  |
| O. Keith Baker     | 2010–2013  |
| Karsten Heeger     | 2013–heute |